# Hoheneich
Hoheneich est une commune autrichienne du district de Gmünd en Basse-Autriche.